# Krogsbølle (Nakskov)
 For alternative betydninger, se Krogsbølle. (Se også artikler, som begynder med Krogsbølle)
Krogsbølle var en landsby nordøst for Nakskovs centrum, dér hvor Svinglen ligger i dag.
Krogsbølle landsby blev nedlagt i 1577. Det er dokumenteret bl.a. af, at Nakskov i 1539 fik lov til at nedrive Krogsbølle kirke og jordene kom under Nakskov by. Det var Christian 3., der gav lov til at nedrive kirken, hvis materiale blev brugt til fæstning og byporte .
Der er ingen sikre spor efter landsbyen, og husene er flyttet ind til Nakskov. Bygningsmaterialer var dyrebare, og intet gik til spilde: bindingsværket blev nummereret og murstenene genbrugt, så gårde og huse blev genopført i Nakskov. Krogsbølle menes at være noget tidligere end Nakskov. Selv om at der boede folk ved ’Skoven på Nakken’, blev Krogsbølle den første egentlige by i området, fordi den ligger på en bakke. Kirken har fx ligget 9 m over havet.
Da kirken blev revet ned i 1539 , havde Krogsbølle udspillet sin rolle. Nakskov havde overhalet den gamle landsby, og borgerne i Nakskov ønskede jordene under byen. Det får de samme år lov til af Christian 3., og i 1577 er Krogsbølle en saga blot.

## Krogsbølle Kirke
Det vides, at der lå en trækirke på bakken før stenkirken. Det betyder, at der kort efter kristendommen blev indført i Danmark er opført en kirke i byen, noget som normalt blev bekostet af ejeren af den største gård eller af flere storbønder.
I 1100-tallet blev stenkirken opført uden tårn. Det kom formentligt først 150 år senere.[kilde mangler]
Kirken var i romansk stil og bestod af et enkelt skib med bjælkeloft og få og små vinduer.[kilde mangler]
Krogsbølle kirke var 22 m lang og 9 m bred.[kilde mangler] Den var formentligt en af de største på Vestlolland.
Det er usikkert om kirken i 1400-tallet fik et våbenhus.
I 1500-tallet hærgedes flere byer som Nakskov af lübeckerne, og den svage byvold viste sig utilstrækkelig. Derfor bad borgerne kong (Christian d. 3) om lov til at forbedre volden. I den forbindelse fik Nakskov i 1539 lov til at nedrive Krogsbølle kirke, der efterhånden har udspillet sin rolle. Kirken var på en annekskirke til den meget større Sankt Nikolai Kirke i Nakskov by.
Bygningsmaterialet fra kirken blev nu brugt til at bygge Nakskovs byporte og til forstærkning af volden.
Udgravninger i 1966 og 2006 har påvist, at der lå en kirkegård umiddelbart syd for kirken med skeletter fra 1100-tallet (fra stenkirkens opførelse).
Det meste materiale fra kirken blev brugt, men der er historier om, at flere sten fra kirkens fundament blev bortsprængt af en svensk bonde, som ejede jordene i 1800-tallet. Andre sten blev ødelagt i 1966, da en bulldozer fra planteskolen kørte tværs igennem den gamle kirke. Heldigvis blev stiftsmuseet i Maribo kontaktet, og der blev foretaget udgravninger på stedet. De udgravninger kan fortælle, nøjagtigt hvor kirken lå, og at der lå en trækirke før stenkirken med den gamle kirkegård .